# Шварцман, Софья Рувиновна
Со́фья Руви́мовна Шва́рцман (1912—1975) — советская учёная — ботаник и миколог, Заслуженный деятель науки Казахской ССР (1967).

## Биография
Родилась в Житомире 5 января 1912 года. Окончила школу при Центральной агробиологической станции юных натуралистов (1930, работала лаборантом-фитопатологом в ауле Адамий Адыгейской АО), биологический факультет МГУ им. М. В. Ломоносова (1936), аспирантуру при кафедре низших растений (1940, руководитель Л. И. Курсанов). С 1945 года — член КПСС.
С 1940 по 1961 работала доцентом и заведующей кафедрой ботаники Казахского государственного университета. С 1943 года она также возглавляла отдел флоры низших растений Института ботаники АН КазССР.
В 1963 году Софья Рувимовна Шварцман получила учёную степень доктора биологических наук. В 1967 году ей было присуждено звание Заслуженного деятеля науки Казахской ССР.
14 апреля 1975 года Софья Рувимовна Шварцман скончалась.
В 1988 году ЦК Компартии Казахстана и Совет министров Казахской ССР присудили С. Р. Шварцман посмертно и другим учёным, принимавшим участие в написании «Флоры споровых растений Казахстана», Государственную премию Казахской ССР в области науки и техники. Она была ответственным редактором 7 томов из 10 (Ржавчинные, Головневые, Мучнисто-росяные, Автобазидиальные, Гетеробазидиальные, Сферопсидные, Гастеромицеты, Меланкониевые, Монилиальные, Дискомицеты), автором 2 томов (II и IV) и соавтором 6 томов (9 книг)

## Некоторые научные публикации
- Шварцман С. Р. Головневые грибы. — Алма-Ата: Изд-во Академии наук Казахской ССР, 1960. — 367 с. — (Флора споровых растений Казахстана, Т. 2).
- Шварцман С. Р. Материалы к истории микофлоры Казахстана. — Алма-Ата: Изд-во Академии наук Казахской ССР, 1962. — 182 с.
- Шварцман С. Р. Гетеробазидиальные и автобазидиальные грибы. — Алма-Ата: Изд-во Академии наук Казахской ССР, 1964. — 713 с. — (Флора споровых растений Казахстана, Т. 4).
- Шварцман С. Р., Филимонова Н. М. Гастеромицеты. — Алма-Ата: Изд-во «Наука» Казахской ССР, 1970. — 316 с. — (Флора споровых растений Казахстана, Т. 6).
- Шварцман С. Р. и др. Несовершенные грибы. Меланкониальные. — Алма-Ата: Изд-во «Наука» Казахской ССР, 1971. — 261 с. — (Флора споровых растений Казахстана, Т. 7).
- Шварцман С. Р. и др. Несовершенные грибы. Монилиальные. — Алма-Ата: Изд-во «Наука» Казахской ССР, 1973—1975. — (Флора споровых растений Казахстана, Т. 8).
- Шварцман С. Р., Кажиева Н. Т. Дискомицеты. — Алма-Ата: «Наука», 1976. — 328 с. — (Флора споровых растений Казахстана, Т. 9).

## Грибы, названные в честь С. Р. Шварцман
- Schwarzmannia Pisareva, 1968
- Bovista schwarzmanniana N.M.Filim., 1970
- Lachnum schwarzmannianum Kazhieva, 1974
- Ophiobolus schwarzmanianus Kravtzev, 1961
- Patellaria schwarzmanniana Kazhieva, 1974
- Strickeria schwarzmanniana Kravtzev, 1955
- Thecaphora schwarzmaniana Byzova, 1960
- Triphragmium schwarzmanianum Pisareva, 1964
- Tulostoma schwarzmannianum N.M.Filim., 1970